# Maria Östling
Maria Östling, née le 17 janvier 1978 à Gnesta, est une ancienne nageuse de brasse suédoise, championne d'Europe en 2004.

## Palmarès
| Date | Événement                             | Lieu           | Place | Course            |
| ---- | ------------------------------------- | -------------- | ----- | ----------------- |
| 1995 | Championnats d'Europe                 | Vienne         | 6e    | 200 m brasse      |
| 1995 | Championnats d'Europe                 | Vienne         | 7e    | 100 m brasse      |
| 1995 | Championnats du monde en petit bassin | Rio de Janeiro | 3e    | 4 × 100 m 4 nages |
| 1995 | Championnats du monde en petit bassin | Rio de Janeiro | 5e    | 100 m brasse      |
| 1996 | Jeux olympiques                       | Atlanta        | 23e   | 100 m brasse      |
| 1996 | Jeux olympiques                       | Atlanta        | 21e   | 200 m brasse      |
| 1999 | Championnats du monde en petit bassin | Hong Kong      | 3e    | 4 × 100 m 4 nages |
| 1999 | Championnats d'Europe                 | Istanbul       | 5e    | 100 m brasse      |
| 1999 | Championnats d'Europe                 | Istanbul       | 4e    | 50 m brasse       |
| 1999 | Championnats d'Europe                 | Istanbul       | 1re   | 4 × 100 m 4 nages |
| 2000 | Championnats d'Europe                 | Helsinki       | 7e    | 100 m brasse      |
| 2000 | Championnats d'Europe                 | Helsinki       | 5e    | 50 m brasse       |
| 2004 | Championnats d'Europe                 | Madrid         | 3e    | 100 m brasse      |
| 2004 | Championnats d'Europe                 | Madrid         | 1re   | 50 m brasse       |
| 2004 | Jeux olympiques                       | Athènes        | 17e   | 100 m brasse      |